# 1789 w polityce

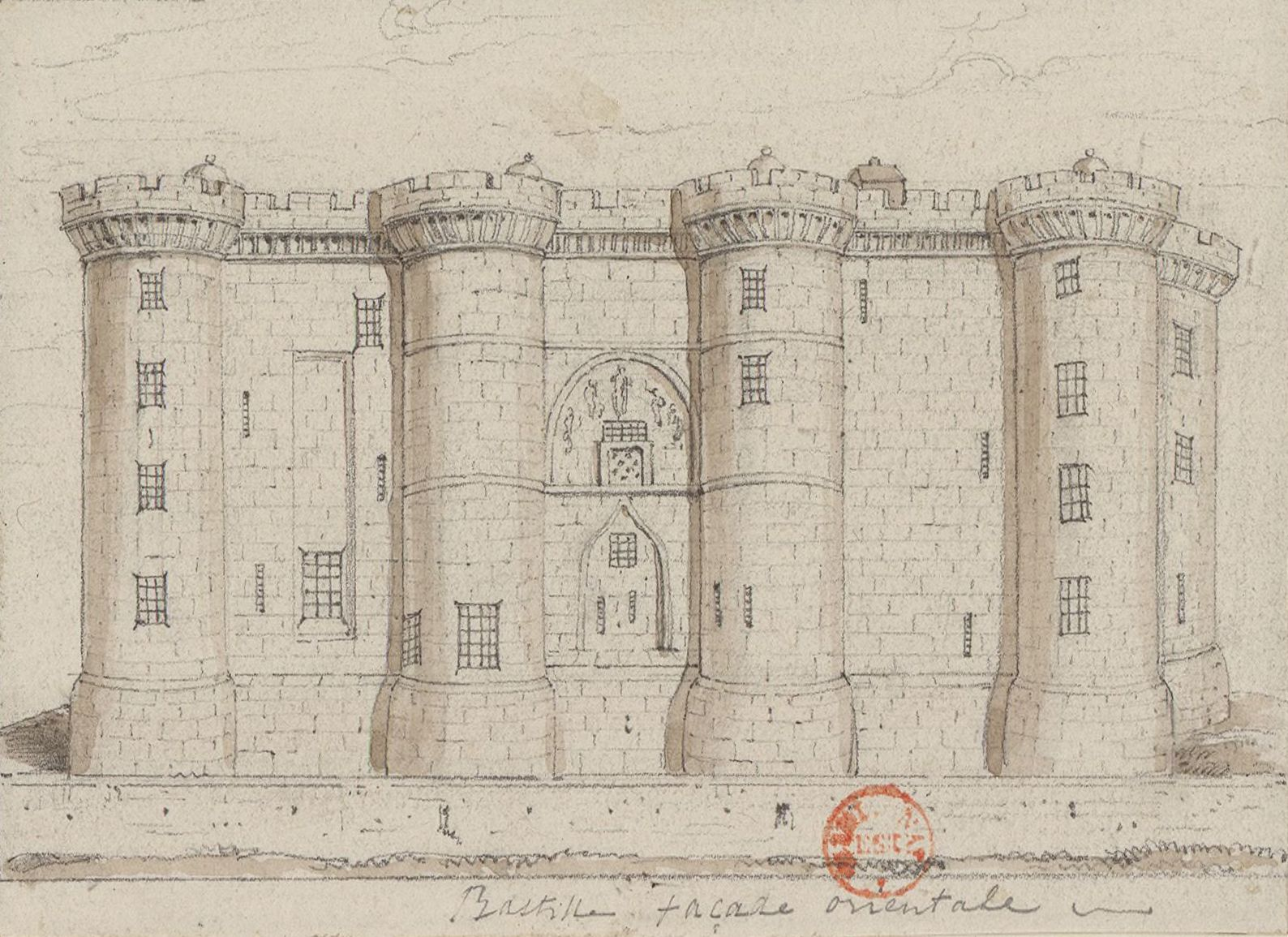
Bastylia w Paryżu

Wydarzenia polityczne w 1789 roku.

## Wydarzenia
- Rewolucja francuska.
  - 14 lipca zdobycie i zburzenie Bastylii[1].